# Jari Lähde
Jari Juhani Lähde (nascido em 8 de fevereiro de 1963) é um ex-ciclista olímpico finlandês. Representou sua nação nos Jogos Olímpicos de Verão de 1988, na prova individual de corrida em estrada.